# Room 641A

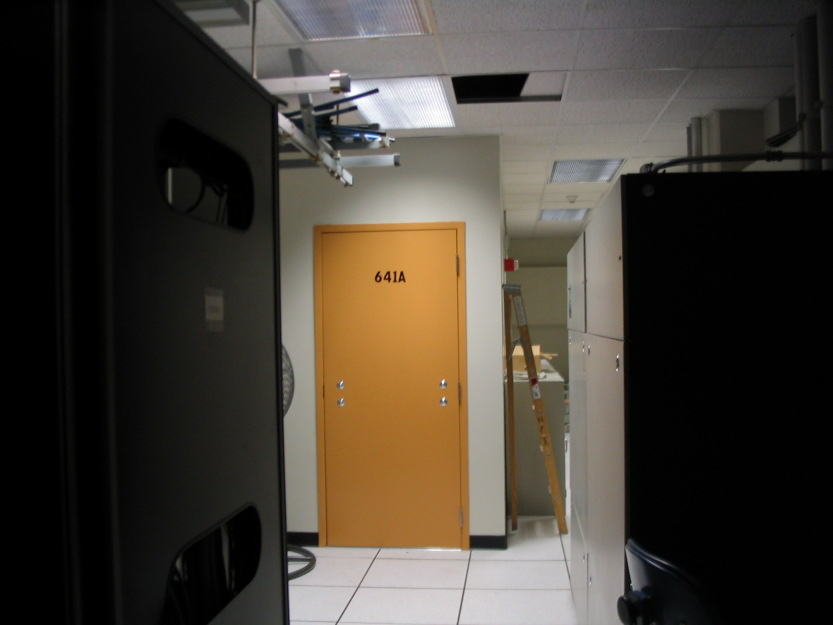
Photographie de l'extérieur de la Room 641.

La salle 641A, ou room 641A en anglais, est une installation d'interception de télécommunications exploitée par la société AT&T pour la National Security Agency (NSA) située dans un immeuble de San Francisco. Elle a commencé ses opérations en 2003 et a été découverte puis rendue publique par l'intermédiaire du lanceur d'alerte Mark Klein en 2006. Placée sur une dorsale Internet, elle filtre les données « utiles » dans le cadre du programme de surveillance électronique de la NSA.
D'autres installations analogues ont été mises en évidence par la suite à Los Angeles et à Seattle,.

## Histoire
Construite en décembre 2002, la salle 641A est située dans un des immeubles de la société SBC Telecom (en), une filiale d'AT&T, au 611 Folsom Street à San Francisco. Cette pièce, d'environ 24 pieds sur 48 (7 mètres par 14) est aménagé au 6e étage de l'immeuble, juste en dessous des équipements réseaux centraux de l'opérateur AT&T, entre les étages 7 et 8.
Aménagée durant l'année 2003, l'accès à cette pièce est strictement réservé dès le début aux salariés ayant une accréditation de la part de la National Security Agency. Selon Mark Klein, alors technicien chez AT&T, et des documents confidentiels qu'il dévoile plus tard, la salle contient un bureau d'écoutes directement relié à l'installation réseau d'AT&T. Un équipement réseau, le Narus STA 6400, est chargé de dévier une partie du signal de la fibre optique afin de créer une copie du flux réseau (upstream collection) et l'envoyer directement à la NSA,.

## Conséquences
L'Electronic Frontier Foundation (EFF) a intenté un recours collectif (en) contre AT&T en janvier 2006, accusant la société de télécommunication d'avoir violé la loi et la vie privée de ses clients en collaborant avec la NSA dans une surveillance illégale massive du trafic internet avec un programme d'écoute électronique et d'exploration de données de communications de citoyens américains. Ce recours a été rejeté par plusieurs juges fédéraux, la Cour suprême des États-Unis a refusé d'entendre l'affaire.

### Documentaire vidéo
- [vidéo] Sylvqin, « La mystérieuse salle 641A… qui vous surveille », sur YouTube, 30 avril 2025